# Premi Puskás

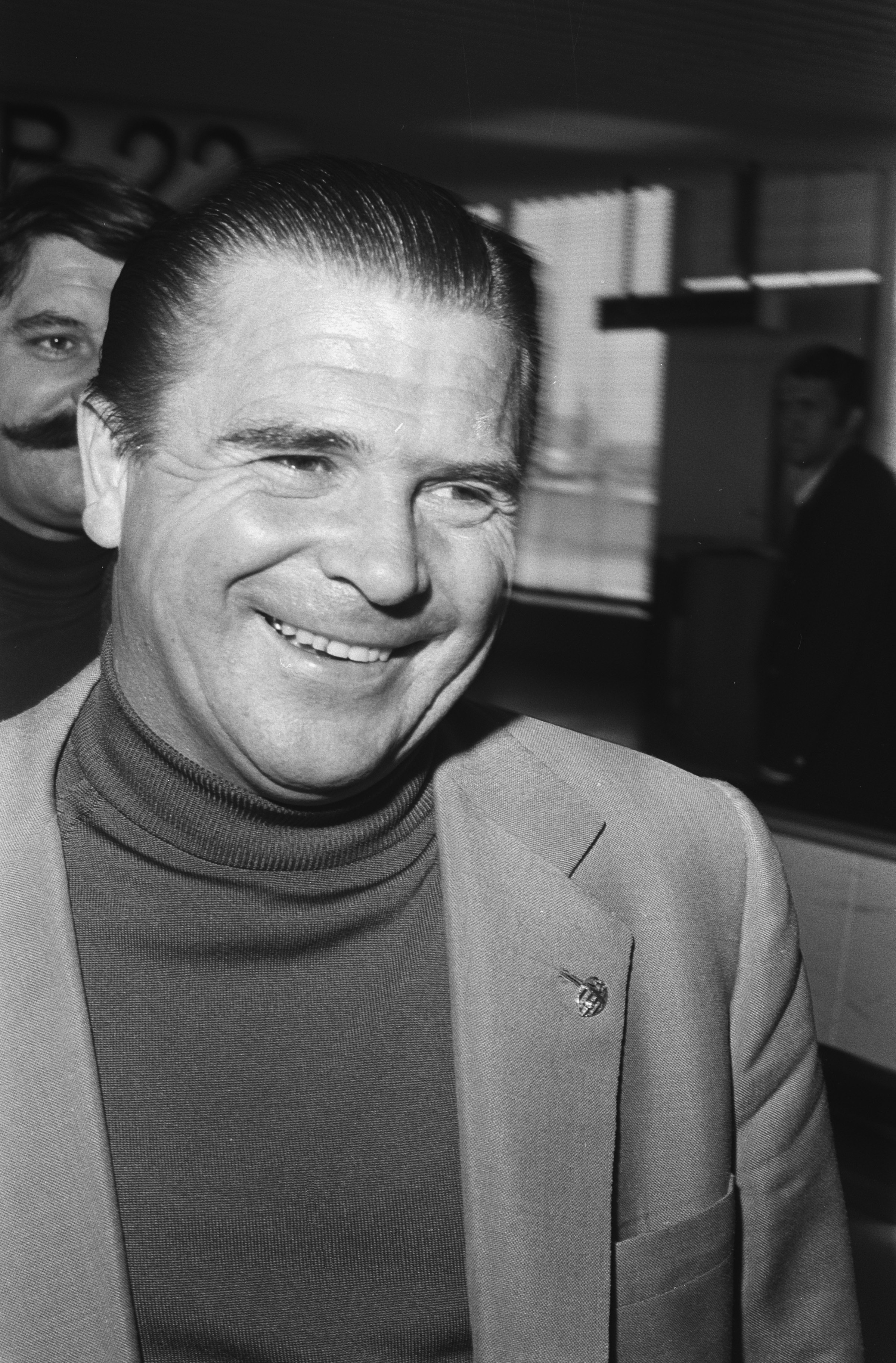
Fotografia de Ferenc Puskás l'any 1971, jugador del qual rep el nom el premi.

El Premi Puskás, anomenat així en homenatge al futbolista hongarés Ferenc Puskás, és un premi de la FIFA al millor gol del any. S'atorga a la gala de la Pilota d'or.

## Criteris
Els criteris que se segueixen per determinar el gol guanyador són els següents:
1. L'estètic (criteris subjectius: tret llunyà, acció col·lectiva, gol acrobàtic, etc.).
2. La importància del partit (criteri objectiu: per ordre decreixent, seleccions nacionals absolutes, tornejos continentals i campionats de primera divisió).
3. L'absència del factor sort o d'una errada comesa per l'altre equip que hagi facilitat la consecució del gol.
4. El joc net: el jugador no s'ha d'haver comportat malament durant el partit o haver estat declarat culpable de dopatge, per exemple.

## Històric

### 1a edició: 2009
| Posició | Jugador           | Equip                   | Oponent             | Resultat | Competició                         | Percentatge de vot |
| ------- | ----------------- | ----------------------- | ------------------- | -------- | ---------------------------------- | ------------------ |
| 1r      | Cristiano Ronaldo | Manchester United       | FC Porto            | 1–0      | 2008–09 UEFA Champions League      | 17.68%             |
| 2n      | Andrés Iniesta    | FC Barcelona            | Chelsea FC          | 1–1      | 2008–09 UEFA Champions League      | 15.64%             |
| 3r      | Grafite           | VfL Wolfsburg           | Bayern de Múnic     | 5–1      | Lliga alemanya de futbol 2008-09   | 13.39%             |
| 4th     | Eliran Atar       | Bnei Yehuda Tel Aviv FC | Maccabi Netanya     | 1–1      | 2008–09 Israeli Premier League     | 13.36%             |
| 5th     | Fernando Torres   | Liverpool FC            | Blackburn Rovers FC | 4–0      | FA Premier League 2008-09          | 9.44%              |
| 6th     | Nilmar            | Internacional           | Corinthians         | 1–0      | 2009 Campeonato Brasileiro Série A | 8.71%              |
| 7th     | Michael Essien    | Chelsea FC              | FC Barcelona        | 1–0      | 2008–09 UEFA Champions League      | 7.89%              |
| 8th     | Luis Ángel Landín | Cruz Azul               | Morelia             | 1–1      | Liga MX Clausura 2009              | 7.30%              |
| 9th     | Emmanuel Adebayor | Arsenal FC              | Vila-real CF        | 1–1      | 2008–09 UEFA Champions League      | 4.04%              |
| 10th    | Katlego Mphela    | Sud-àfrica              | Espanya             | 2–2      | Copa Confederacions 2009           | 2.59%              |

### 2a edició: 2010
| Posició        | Jugador                  | Equip           | Oponent        | Resultat | Competició                          | Percentatge de vot |
| -------------- | ------------------------ | --------------- | -------------- | -------- | ----------------------------------- | ------------------ |
| 1r             | Hamit Altıntop           | Turquia         | Kazakhstan     | 2–0      | Classificació per a l'Eurocopa 2012 | 40.55%             |
| 2n             | Linus Hallenius          | Hammarby        | Syrianska      | 2–0      | 2010 Superettan                     | 13.23%             |
| 3r             | Giovanni van Bronckhorst | Països Baixos   | Uruguai        | 1–0      | 2010 FIFA World Cup                 | 10.61%             |
| Sense rànquing | Matty Burrows            | Glentoran       | Portadown      | 1–0      | 2010–11 IFA Premiership             | N/A                |
| Sense rànquing | Lionel Messi             | FC Barcelona    | València CF    | 3–0      | 2009–10 La Liga                     | N/A                |
| Sense rànquing | Samir Nasri              | Arsenal FC      | FC Porto       | 3–0      | 2009–10 UEFA Champions League       | N/A                |
| Sense rànquing | Neymar                   | Santos FC       | Santo André    | 2–1      | 2010 Campeonato Paulista            | N/A                |
| Sense rànquing | Arjen Robben             | Bayern de Múnic | FC Schalke 04  | 1–0      | 2009–10 DFB-Pokal                   | N/A                |
| Sense rànquing | Siphiwe Tshabalala       | Sud-àfrica      | Mèxic          | 1–0      | 2010 FIFA World Cup                 | N/A                |
| Sense rànquing | Kumi Yokoyama            | Japó            | Corea del Nord | 2–1      | 2010 FIFA U-17 Women's World Cup    | N/A                |

### 3a edició: 2011
| Posició        | Jugador             | Equip                | Oponent            | Resultat | Competició                         | Percentatge de vot |
| -------------- | ------------------- | -------------------- | ------------------ | -------- | ---------------------------------- | ------------------ |
| 1r             | Neymar              | Santos FC            | Flamengo           | 4–5      | 2011 Campeonato Brasileiro Série A | N/A                |
| 2n             | Lionel Messi        | FC Barcelona         | Arsenal FC         | 1–0      | 2010–11 UEFA Champions League      | N/A                |
| 3r             | Wayne Rooney        | Manchester United FC | Manchester City FC | 2–1      | FA Premier League 2010-11          | N/A                |
| Sense rànquing | Benjamin De Ceulaer | Lokeren              | Club Brugge        | 1–2      | 2011–12 Belgian Pro League         | N/A                |
| Sense rànquing | Giovani dos Santos  | Mèxic                | Estats Units       | 4–2      | Copa d'Or de la CONCACAF de 2011   | N/A                |
| Sense rànquing | Julio Gómez         | Mèxic                | Alemanya           | 3–2      | 2011 FIFA U-17 World Cup           | N/A                |
| Sense rànquing | Zlatan Ibrahimović  | AC Milan             | US Lecce           | 1–0      | Serie A 2010-11                    | N/A                |
| Sense rànquing | Lisandro López      | Arsenal de Sarandí   | Olimpo             | 2–2      | Primera División Apertura 2011     | N/A                |
| Sense rànquing | Heather O'Reilly    | Estats Units         | Colòmbia           | 1–0      | 2011 FIFA Women's World Cup        | N/A                |
| Sense rànquing | Dejan Stanković     | Inter de Milà        | FC Schalke 04      | 1–0      | 2010–11 UEFA Champions League      | N/A                |

### 4a edició: 2012
| Posició        | Jugador                | Equip               | Oponent             | Resultat | Competició                                   | Percentatge de vot |
| -------------- | ---------------------- | ------------------- | ------------------- | -------- | -------------------------------------------- | ------------------ |
| 1r             | Miroslav Stoch         | Fenerbahçe SK       | Gençlerbirliği      | 6–1      | 2011–12 Süper Lig                            | 78%                |
| 2n             | Radamel Falcao         | Atlètic de Madrid   | América de Cali     | 1–0      | Partit amistós                               | 15%                |
| 3r             | Neymar                 | Santos FC           | Internacional       | 3–1      | Copa Libertadores de 2012                    | 7%                 |
| Sense rànquing | Emmanuel Agyemang-Badu | Ghana               | Guinea              | 1–0      | Copa d'Àfrica de Nacions 2012                | N/A                |
| Sense rànquing | Hatem Ben Arfa         | Newcastle United FC | Blackburn Rovers FC | 1–1      | 2011–12 FA Cup                               | N/A                |
| Sense rànquing | Eric Hassli            | Vancouver Whitecaps | Toronto FC          | 1–1      | 2012 Canadian Championship                   | N/A                |
| Sense rànquing | Olivia Jiménez         | Mèxic               | Suïssa              | 2–0      | 2012 FIFA U-20 Women's World Cup             | N/A                |
| Sense rànquing | Gastón Mealla          | Nacional Potosí     | The Strongest       | 2–2      | Liga de Fútbol Profesional Boliviano 2011–12 | N/A                |
| Sense rànquing | Lionel Messi           | Argentina           | Brasil              | 4–3      | Partit amistós                               | N/A                |
| Sense rànquing | Moussa Sow             | Fenerbahçe SK       | Galatasaray         | 1–0      | 2011–12 Süper Lig                            | N/A                |

### 5a edició: 2013
La llista següent inclou els nominats per al premi 2013. La votació va ser possible a través de la pàgina web de FIFA.com fins al 9 de desembre de 2013, després es va celebrar una segona ronda de votacions entre els tres primers gols vencedors de la primera volta. El premi al gol guanyador de la segona ronda es va lliurar el 13 de gener de 2014.
| Posició        | Jugador             | Equip          | Oponent         | Resultat | Competició                                 | Percentatge de vot |
| -------------- | ------------------- | -------------- | --------------- | -------- | ------------------------------------------ | ------------------ |
| 1st            | Zlatan Ibrahimović  | Suècia         | Anglaterra      | 4–2      | Partit amistós                             | 48.7%              |
| 2nd            | Nemanja Matić       | SL Benfica     | FC Porto        | 1–1      | 2012–13 Primeira Liga                      | 30.8%              |
| 3rd            | Neymar              | Brasil         | Japó            | 1–0      | Copa Confederacions 2013                   | 20.5%              |
| Sense rànquing | Peter Ankersen      | Esbjerg        | Aarhus          | 5–1      | 2013–14 Superliga                          | N/A                |
| Sense rànquing | Louisa Cadamuro     | Lyon           | Saint-Étienne   | 5–0      | Campionat francès de futbol femení 2012–13 | N/A                |
| Sense rànquing | Lisa De Vanna       | Sky Blue       | Boston Breakers | 5–1      | 2013 National Women's Soccer League        | N/A                |
| Sense rànquing | Antonio Di Natale   | Udinese Calcio | AC Chievo       | 3–1      | Serie A 2012-13                            | N/A                |
| Sense rànquing | Panagiotis Kone     | Bologna        | SSC Napoli      | 2–3      | Serie A 2012-13                            | N/A                |
| Sense rànquing | Daniel Ludueña      | Pachuca        | UANL            | 2–1      | Liga MX Apertura 2013                      | N/A                |
| Sense rànquing | Juan Manuel Olivera | Náutico        | Sport Recife    | 2–0      | Copa Sudamericana 2013                     | N/A                |

### 6a edició: 2014
La FIFA anuncià la llista dels 10 nominats el 12 de novembre de 2014.
| Posició        | Jugador            | Equip                  | Oponent           | Resultat | Competició                                  | Percentatge de vot |
| -------------- | ------------------ | ---------------------- | ----------------- | -------- | ------------------------------------------- | ------------------ |
| 1r             | James Rodríguez    | Colòmbia               | Uruguai           | 1–0      | 2014 FIFA World Cup                         | 42%                |
| 2n             | Stephanie Roche    | Peamount United        | Wexford Youths    | 2–0      | 2013–14 Women's National League             | 33%                |
| 3r             | Robin van Persie   | Països Baixos          | Espanya           | 1–1      | 2014 FIFA World Cup                         | 11%                |
| Sense rànquing | Tim Cahill         | Austràlia              | Països Baixos     | 1–1      | 2014 FIFA World Cup                         | N/A                |
| Sense rànquing | Diego Costa        | Atlètic de Madrid      | Getafe CF         | 5–0      | Primera divisió espanyola de futbol 2013–14 | N/A                |
| Sense rànquing | Marco Fabián       | Cruz Azul              | Puebla FC         | 1–0      | Liga MX Clausura 2014                       | N/A                |
| Sense rànquing | Zlatan Ibrahimović | Paris Saint-Germain FC | SC Bastia         | 1–0      | 2013–14 Ligue 1                             | N/A                |
| Sense rànquing | Pajtim Kasami      | Fulham FC              | Crystal Palace FC | 1–1      | 2013–14 Premier League                      | N/A                |
| Sense rànquing | Camilo Sanvezzo    | Vancouver Whitecaps    | Portland Timbers  | 2–2      | 2013 Major League Soccer                    | N/A                |
| Sense rànquing | Hisato Satō        | Sanfrecce Hiroshima    | Kawasaki Frontale | 2–1      | 2014 J.League Division 1                    | N/A                |

### 7a edició: 2015
La FIFA anuncià la llista dels 10 nominats el 12 de novembre de 2015.
| Posició        | Jugador             | Equip          | Oponent                | Resultat | Competició                                  | Percentatge de vot |
| -------------- | ------------------- | -------------- | ---------------------- | -------- | ------------------------------------------- | ------------------ |
| 1r             | Wendell Lira        | Goianésia      | Atlético Goianiense    | 1–0      | Campeonato Goiano 2015                      | 46.7%              |
| 2n             | Lionel Messi        | FC Barcelona   | Athletic Club          | 1–0      | Copa del Rei 2014-15                        | 33.3%              |
| 3r             | Alessandro Florenzi | AS Roma        | FC Barcelona           | 1–1      | UEFA Champions League 2015-16               | 7.1%               |
| Sense rànquing | David Ball          | Fleetwood Town | Preston North End      | 2–2      | Football League One 2014–15                 | N/A                |
| Sense rànquing | Chory Castro        | Reial Societat | Deportivo de La Coruña | 2–1      | Primera divisió espanyola de futbol 2014–15 | N/A                |
| Sense rànquing | Carli Lloyd         | Estats Units   | Japó                   | 4–0      | Copa del Món Femenina de Futbol de 2015     | N/A                |
| Sense rànquing | Philippe Mexès      | AC Milan       | Inter de Milà          | 1–0      | Partit amistós                              | N/A                |
| Sense rànquing | Marcel Ndjeng       | SC Paderborn   | Bolton Wanderers FC    | 3–1      | Partit amistós                              | N/A                |
| Sense rànquing | Esteban Ramírez     | Herediano      | Saprissa               | 3–1      | Liga FPD Invierno 2014                      | N/A                |
| Sense rànquing | Carlos Tevez        | Juventus FC    | Parma                  | 4–0      | Serie A 2014-15                             | N/A                |

### 8a edició: 2016
La FIFA anuncià la llista dels 10 nominats el 21 de novembre de 2016.
| Posició        | Jugador            | Equip             | Oponent         | Resultat | Competició                                    | Percentatge de vot |
| -------------- | ------------------ | ----------------- | --------------- | -------- | --------------------------------------------- | ------------------ |
| 1r             | Mohd Faiz Subri    | Penang            | Pahang          | 4–1      | Malaysia Super League 2016                    | 59.46%             |
| 2n             | Marlone            | Corinthians       | Cobresal        | 3–0      | Copa Libertadores 2016                        | 22.86%             |
| 3r             | Daniuska Rodríguez | Veneçuela         | Colòmbia        | 1–0      | 2016 South American U-17 Women's Championship | 10.01%             |
| Sense rànquing | Mario Gaspar       | Espanya           | Anglaterra      | 1–0      | Partit amistós                                | N/A                |
| Sense rànquing | Hlompho Kekana     | Sud-àfrica        | Camerun         | 2–1      | 2017 Africa Cup of Nations qualification      | N/A                |
| Sense rànquing | Lionel Messi       | Argentina         | Estats Units    | 2–0      | Copa América Centenario                       | N/A                |
| Sense rànquing | Neymar             | FC Barcelona      | Vila-real CF    | 3–0      | Primera divisió espanyola de futbol 2015-16   | N/A                |
| Sense rànquing | Saúl Ñíguez        | Atlètic de Madrid | Bayern de Múnic | 1–0      | UEFA Champions League 2015-16                 | N/A                |
| Sense rànquing | Hal Robson-Kanu    | Gal·les           | Bèlgica         | 2–1      | UEFA Euro 2016                                | N/A                |
| Sense rànquing | Simon Skrabb       | Åtvidabergs       | Gefle           | 1–0      | Allsvenskan 2015                              | N/A                |

### 9a edició: 2017
La FIFA anuncià la llista dels 10 nominats el 22 de setembre de 2017.
| Posició        | Jugador              | Equip                     | Oponent              | Resultat | Competició                                  | Percentatge de vot |
| -------------- | -------------------- | ------------------------- | -------------------- | -------- | ------------------------------------------- | ------------------ |
| 1r             | Olivier Giroud       | Arsenal FC                | Crystal Palace FC    | 1–0      | FA Premier League 2016-17                   | 36.17%             |
| 2n             | Oscarine Masuluke    | Baroka                    | Orlando Pirates      | 1–1      | 2016–17 South African Premier Division      | 27.48%             |
| 3r             | Deyna Castellanos    | Veneçuela                 | Camerun              | 2–1      | 2016 FIFA U-17 Women's World Cup            | 20.47%             |
| Sense rànquing | Kevin-Prince Boateng | UD Las Palmas             | Vila-real CF         | 1–0      | Primera divisió espanyola de futbol 2016-17 | N/A                |
| Sense rànquing | Alejandro Camargo    | Universidad de Concepción | CD O'Higgins         | 3–1      | Primera Divisió Xilena 2016–17              | N/A                |
| Sense rànquing | Moussa Dembélé       | Celtic FC                 | St Johnstone         | 5–2      | Scottish Premiership 2016-17                | N/A                |
| Sense rànquing | Avilés Hurtado       | Tijuana                   | FC Atlas             | 1–1      | Liga MX Clausura 2017                       | N/A                |
| Sense rànquing | Mario Mandžukić      | Juventus FC               | Reial Madrid         | 1–1      | UEFA Champions League 2016–17               | N/A                |
| Sense rànquing | Nemanja Matić        | Chelsea FC                | Tottenham Hotspur FC | 4–2      | 2016–17 FA Cup                              | N/A                |
| Sense rànquing | Jordi Mboula         | Barcelona                 | Borussia Dortmund    | 4–1      | Lliga Juvenil de la UEFA 2016-2017          | N/A                |